# Buddy Clark
Buddy Clark (ur. 26 lipca 1912, zm. 1 października 1949) – amerykański piosenkarz i muzyk. Zginął w wypadku samolotowym

## Wyróżnienia
Posiada swoją gwiazdę na Hollywoodzkiej Alei Gwiazd.